# آدریان سدلو
آدریان سدلو (انگلیسی: Adrian Sedlo؛ زادهٔ ۱۶ نوامبر ۱۹۶۹) بازیکن فوتبال اهل آلمان است.
از باشگاه‌هایی که در آن بازی کرده‌است می‌توان به باشگاه فوتبال بازل اشاره کرد.